# Pelexia adnata
Pelexia adnata är en orkidéart som först beskrevs av Olof Swartz, och fick sitt nu gällande namn av Pierre Antoine Poiteau och Louis Claude Marie Richard. Pelexia adnata ingår i släktet Pelexia och familjen orkidéer. Inga underarter finns listade i Catalogue of Life.